# José Ignacio Larenas
José Ignacio Larenas Hitschfeld (Chile, 14 de septiembre de 1989) es un exjugador de rugby profesional chileno que se desempeñaba en la posición de centro interior o wing en Selknam Rugby, equipo perteneciente a la liga Super Rugby Américas. Actualmente es el jugador que más veces vistió la camiseta de Selección de rugby de Chile. en 43 partidos oficiales  y más de 70 disputados considerando todo tipo de encuentros.

## Carrera
José Ignacio comenzó su carrera en Club Deportivo Universidad Católica (rugby) en 2001, club de carácter amateur al igual que todos los clubes del país. En 2021, Larenas se unió al equipo Selknam Rugby, en el cual jugó cuatro temporadas en la Liga Super Rugby Américas siendo Semifinalista (2021) y Vicecampeón (2022) donde vistió la camiseta en 46 partidos oficiales.
Larenas inició su camino internacional en el Campeonato Mundial de Rugby M19 División B de 2007 en Irlanda con 17 años para posteriormente integrar los siguientes World Rugby U20 Trophy 2008 en Chile y World Rugby U20 Trophy 2009 en Kenia, en este último siendo capitán. Por la Selección de rugby de Chile  Adulta debutó el año 2012 por la  como Centro interior, donde tuvo una amplia carrera que lo llevó a convertirse en el jugador con más partidos oficiales (43) y actual tryman histórico del Selección de rugby de Chile con 10 Try. En el año 2017 y 2018 fue Capitán  del seleccionado, destacando el triunfo a Uruguay en el Sudamericano de Rugby A 2018. En 2021, obtuvo la Copa Trasandina frente a Argentina XV, encuentro disputado en el Estadio San Carlos de Apoquindo.
En el año 2023 disputó Copa Mundial de Rugby de 2023,  siendo vicecapitán y participando en 3 de los 4 partidos en fase de grupos ante Japón, Samoa y Los Pumas. Su último partido fue el 20 de julio de 2024 ante la Selección de rugby de Escocia en el Estadio Nacional Julio Martínez Prádanos ante más de 25.000 personas, récord de asistencia para un evento de rugby a nivel nacional. 
José Ignacio Larenas es considerado uno de los jugadores más influyentes en el rugby nacional, del cual fue pieza clave en el proceso de transformación hacia el profesionalismo

## Partidos conLos Cóndores
1- 2012	Portugal	22-28
2- 2013	Brasil		38-22	5 (1T)
3- 2013	Uruguay	9-23
4-	2014	Brasil		24-16
5-	2014	Paraguay	22-18
6-	2015	Brasil		32-3
7-	2015	Paraguay	35-25
8-	2016	Brasil		25-22	5 (1T)
9-	2016	USA		0-64	
10-	2016	Uruguay	20-23
11-	2016	Canadá		13-64
12-	2016	Brasil		20-20	5 (1T)
13-	2016	Uruguay	14-39	5 (1T)
14-	2017	Canadá		15-36
15-	2017	Uruguay	14-45
16-	2017	Brasil		15-10
17-	2017	Paraguay	66-7	15 (3T)
18-	2017	Uruguay	11-27
19-	2017	Kenia		23-3
20-	2017	Hong Kong	6-13
21-	2017	Rusia		11-42
22-	2017	Alemania	32-10
23-	2018	Canadá		17-33
24-	2018	Brasil		16-14	
25-	2018	Brasil		12-28
26-	2018	Uruguay	22-20
27-	2018	Paraguay	97-0	10 (2T)
28-	2019	USA		8-71
29-	2019	Uruguay	5-20
30-	2019	Canadá		0-56
31-	2019	Brasil		10-15
32-	2019	España		22-29
32-	2019	Portugal	18-23
33-	2021	Uruguay	10-15
34-	2021	Canadá		33-24
35-	2021	Rusia		42-27	5 (1T)
36-	2022	USA		20-21
37-	2022	Rumania	23-30
38-	2022	Tonga		10-39
39-	2023	Namibia	26-28
40-	2023	Japón		12-42
41-	2023	Samoa		10-43
42-	2023	Argentina 	5-59
43-	2024	Escocia		11-59